# Kostel svatého Víta (Zbytiny)
Kostel svatého Víta, s přilehlým hřbitovem s ohradní zdí, ve Zbytinách, okres Prachatice, je kulturní památka České republiky. Je farním kostelem římskokatolické farnosti Zbytiny; bohoslužby jsou zde vykonávány jen výjimečně.

## Popis kostela
Kostel je gotická stavba z 2. poloviny 14. století, která vyhořela v roce 1738 a během 18. století byla obnovena. Kněžiště a sakristie jsou klenuté. V chrámové lodi je plochý dřevěný strop.

## Interiér
Hlavní oltář pochází (bez oltářního obrazu) ze zámecké kaple v Českém Krumlově. Je dílem řezbáře Johanna Woratha. Obraz na hlavním oltáři namaloval J. Putz. Boční oltáře a kazatelna jsou barokní z 1. poloviny 18. století. Křtitelnice je kamenná. Varhany pocházejí z roku 1735.